# Hardangervidda
|  | Aquest article és sobre l'altiplà. Per al parc nacional, vegeu Parc Nacional de Hardangervidda. |

Hardangervidda és un extens altiplà al sud de Noruega, a mig camí entre Bergen i la capital, Oslo. La seva superfície de prop de 7.500 km² el fa l'altiplà més gran d'Europa. D'una altitud que s'escalona entre 1.100 i 1.900 metres, Hardangervidda presenta algunes característiques consubstancials a regions més septentrionals. Les condicions climàtiques són especialment dures i constituïx el límit meridional d'algunes espècies vegetals àrtiques, incloent així una de les glaceres més grans de Noruega, Hardangerjøkulen.
La majoria de la superfície de l'altiplà està protegit per un parc nacional homònim creat el 1981. Hardangervidda és una popular destinació turística i d'oci, i és ideal per a moltes activitats a l'aire lliure. La regió està dividida administrativament entre els comtats de Buskerud, Hordaland, i Telemark.

## Geografia, geologia i natura

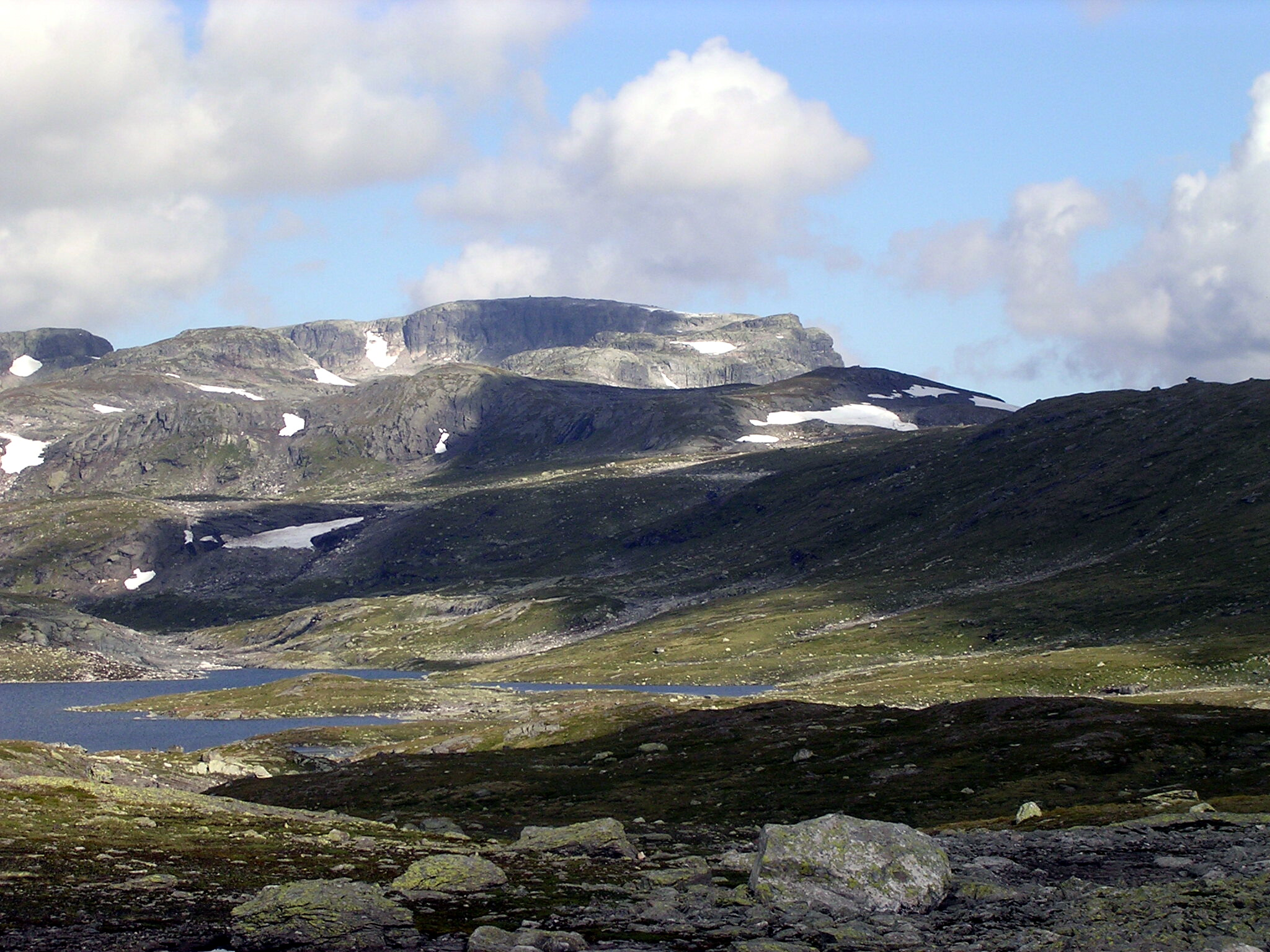
Vista de la Sandfloegga

L'altiplà de Hardangervidda s'estén des de Røldal al municipi d'Odda cap al sud fins a la ciutat de Bergen. L'alçada mitjana de l'altiplà és aproximadament d'entre 1.100 i 1.200 msnm, però al nord, on se situa la glacera d'Hardangerjøkulen, l'altitud pot arribar a ser de gairebé 1.900 msnm, als vessants de la muntanya de Nupsegga (1.674 m). Tanmateix, el punt més alt lliure de gel a l'altiplà es troba a Sandfloegga, a una altitud de 1721 m. Altres muntanyes destacades són l'Hårteigen (1.690 m) i la Solfonn (1674 m).
L'altiplà està cobert per grans extensions d'aigua, ja sigui en estat sòlid o líquid. Els llacs més destacats de Hardangervidda són el Møsvatn, el Totak i el Songevatnet. La glacera de Hardangerjøkulen també ocupa una grans superfície, i forma una de les glaceres més grans de Noruega. Els principals rius que neixen a l'altiplà són l'Hallingdalselva i l'Skiensvassdraget.

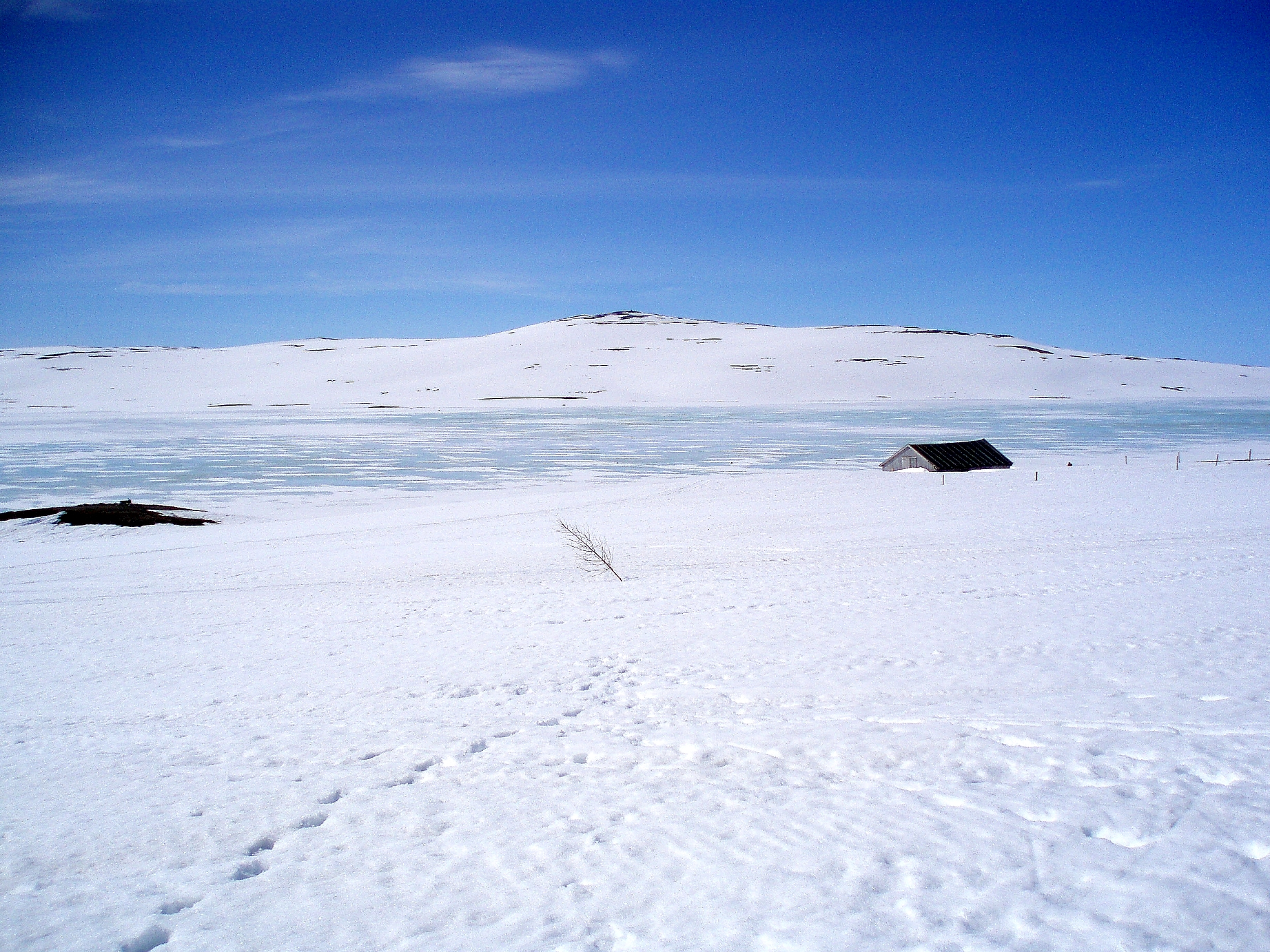
Hardangervidda a l'hivern

Es creu que l'altiplà es formà fa uns mil milions d'anys, durant l'edat precambriana. La zona és dominada per gneis i granit dur, aquest últim més present a la part oriental. Posteriorment, la formació de rius i glaceres quaternàries va contribuir a l'erosió del sòl, en què les morrenes arrossegaren terra fèrtil a les zones menys elevades, on actualment hi ha la majoria de plantes.
El clima de l'altiplà és molt fred, però amb petites variacions: és considerablement més humit a la zona oest que a l'est, amb més de 1.000 mm per any registrats en algunes parts. La muntanya de Hårteigen (1.690 m) és visible en gran part de l'altiplà.
La flora i fauna de Hardangervidda són les típiques de les zones muntanyoses del sud de Noruega. L'espècie vegetal més comuna és la Gentiana purpurea, tot i que és menys comuna a l'àrea oriental. Les orquídies són molt vistoses a les rutes de senderisme que ascendeixen a la muntanya Hårteigen. En aquesta muntanya, també hi creixen algunes espècies peculiars, com la rosa de roca, la saxífraga porpra i altres espècies poc comunes. L'altiplà està per damunt del límit arbori.

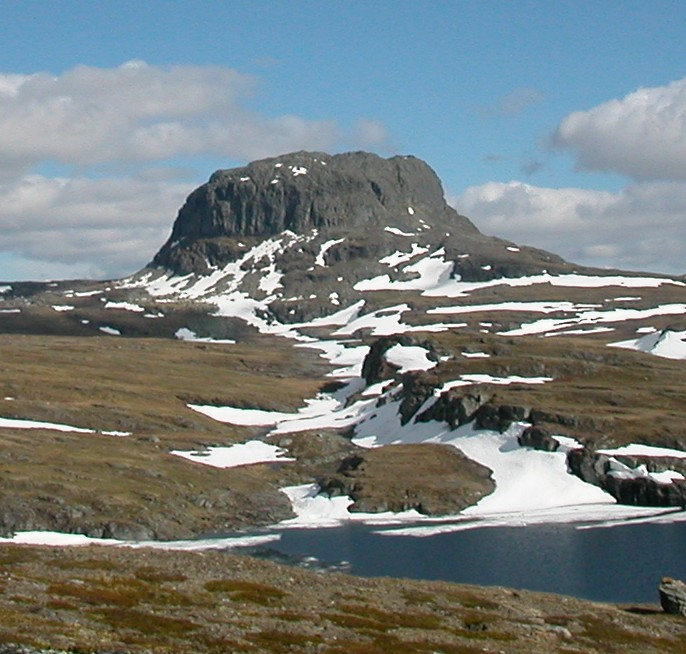
Hårteigen

La zona oriental és més àrida, però algunes espècies com Salix herbacea i alguns líquens alimenten la població de rens que a l'estiu pasturen als prats de l'altiplà. La subespècie de ren de Hardangervidda és la més gran (no en població, sinó en grandària) de Noruega i de tot Europa, i a l'altiplà també hi ha una població del ren original europeu. Es calcula que la població de rens és d'uns 12.000 exemplars, però sovint aquesta xifra és superada. Els cérvols passen l'hivern a l'est de l'altiplà (on l'altitud no és tan destacada i les temperatures no són tan baixes), mentre que a la primavera i a l'estiu van fins a l'oest de Hardangervidda, on hi ha extensos prats en què pasturen. El lloc on neixen les cries és popularment la zona de Veigdalen.
Quant a les aus, aquestes hi són presents tot l'any. Les espècies més abundants són el falcó, l'àguila daurada, el mussol i ocasionalment també es pot observar el duc blanc. Altres animals com els goluts també habiten a l'altiplà, però no se sap s'hi ho fan de manera permanent o a l'hivern marxen a llocs menys freds. La guineu àrtica gairebé va desaparèixer en la dècada del 1900, a causa de la caça, i des del 1930 no se n'han tornat a veure.
Als voltants dels aiguamolls, sobretot en èpoques estivals, s'hi troben una gran diversitat d'espècies. En molts llacs poc profunds de l'altiplà hi ha poblacions de truita alpina.

## Assentaments humans

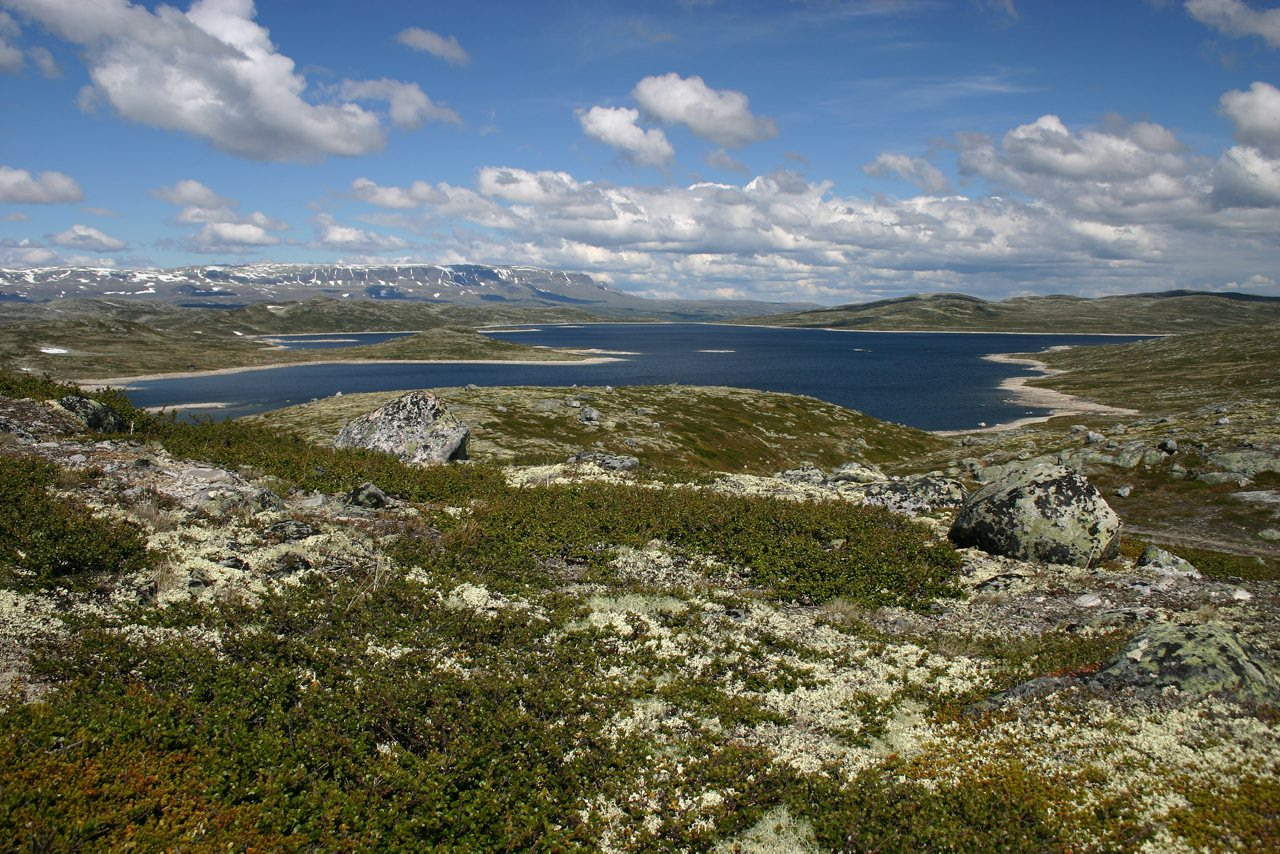
Voltants de l'altiplà

Hardangervidda ha estat ocupat des de fa milers d'anys: a la zona, s'hi han trobat diversos centenars d'assentaments de l'edat de pedra, molt probablement relacionats amb la migració dels rens. Hi ha antics camins que creuen l'altiplà i uneixen l'est i l'oest de Noruega. N'és un exemple el "Nordmannsslepa", que uneix Eidfjord i Veggli a la vall de Numedal amb Hol i Uvdal. Encara és una ruta de trànsit clau entre Oslo i Bergen. La línia ferroviària Bergensbanen i la carretera principal 7 creuen l'altiplà.

### Turisme en l'actualitat
El 1981, gran part de l'Hardangervidda va ser designat parc nacional, el més gran de Noruega amb 3.422 km². Els límits del parc s'estenen des de Numedal i Uvdal a l'est i Røvelseggi i Ullensvang a l'oest. L'Associació Noruega de Trekking (DNT) manté una àmplia xarxa de cabanes i camins a través de l'altiplà. És una destinació popular per a practicar-hi senderisme, escalada i pesca, i a l'hivern per a l'esquí de fons de cabana a cabana.

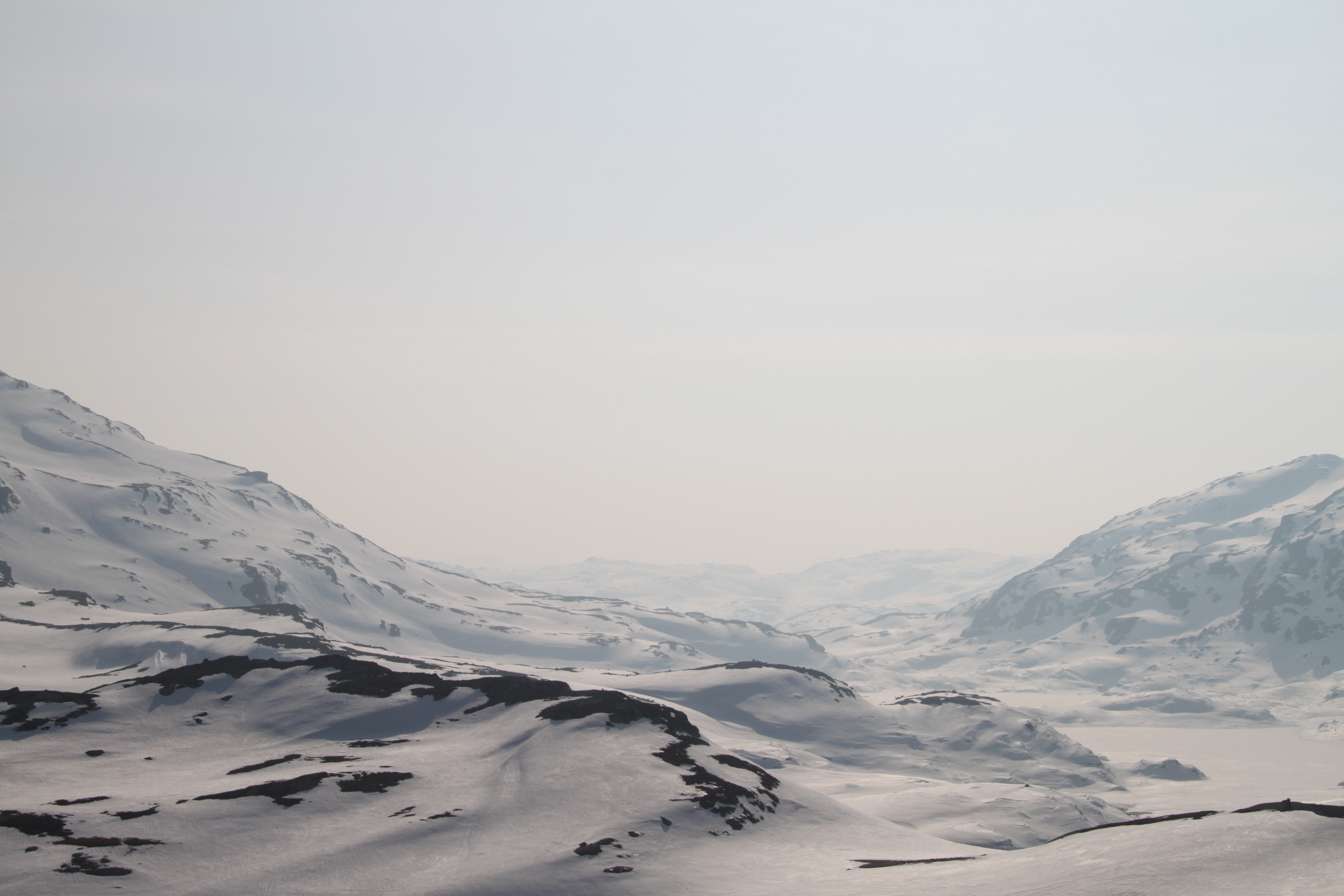
Hardangervidda a l'hivern

El parc nacional té dos centres de visitants: l'Hardangervidda Natursenter (el centre de la natura d'Hardangervidda) a Eidfjord, i l'Hardangervidda Nasjonalparksenter (el centre del parc nacional) a Tinn, a Skinnarbu, prop del llac Møsvatnet, la ciutat de Rjukan i el poble de muntanya de Rauland.

## Cultura
Els projectes de música noruega Ildjarn i Nidhogg van combinar els seus talents per produir dos àlbums titulats Hardangervidda Part I (2003) i l'altre, Hardangervidda Part II (2003), inspirats totalment en la zona.
Els dos últims actes de l'obra El despertar de la nostra mort (en danès: Når vi døde vågner) d'Henrik Ibsen, es realitzaren en un centre de salut de l'Hardangervidda.

## Galeria de fotos

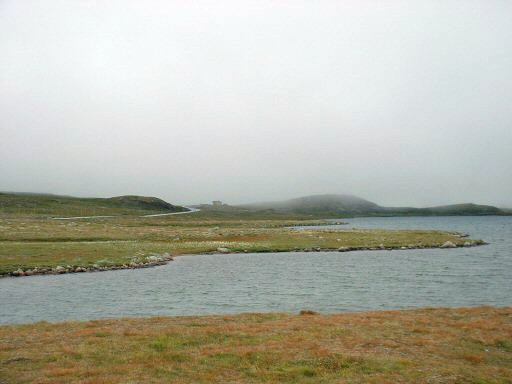
Paisatge ennuvolat
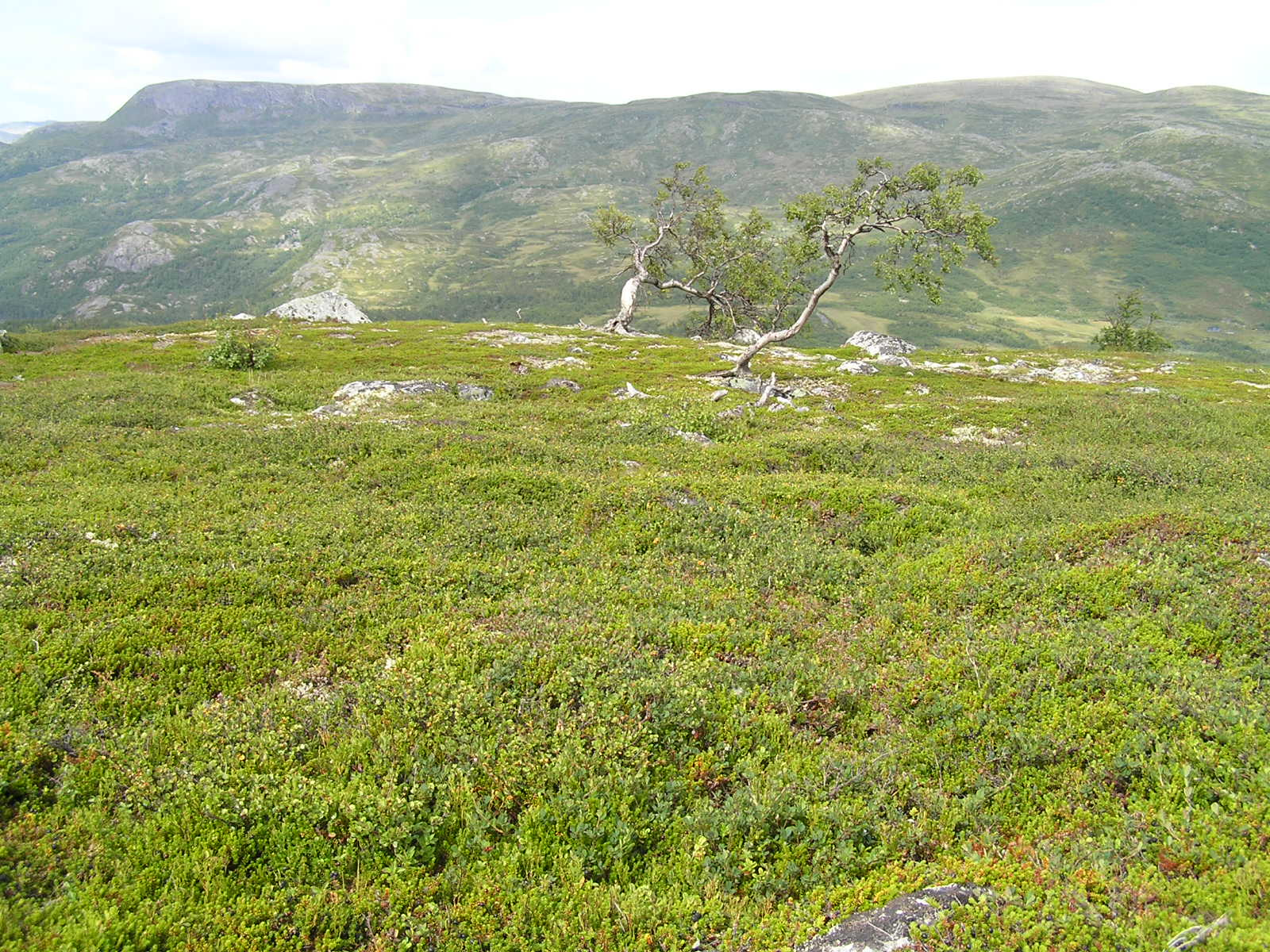
L'altiplà a l'agost
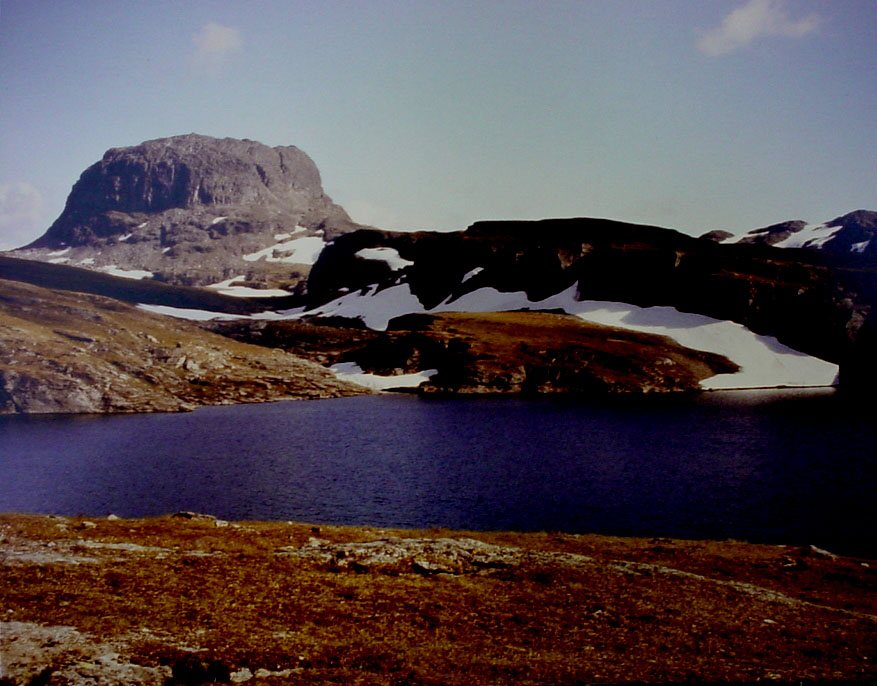
L'Harteigen dins d'Hardangervidda